# Independence (плавучая регазификационная установка)

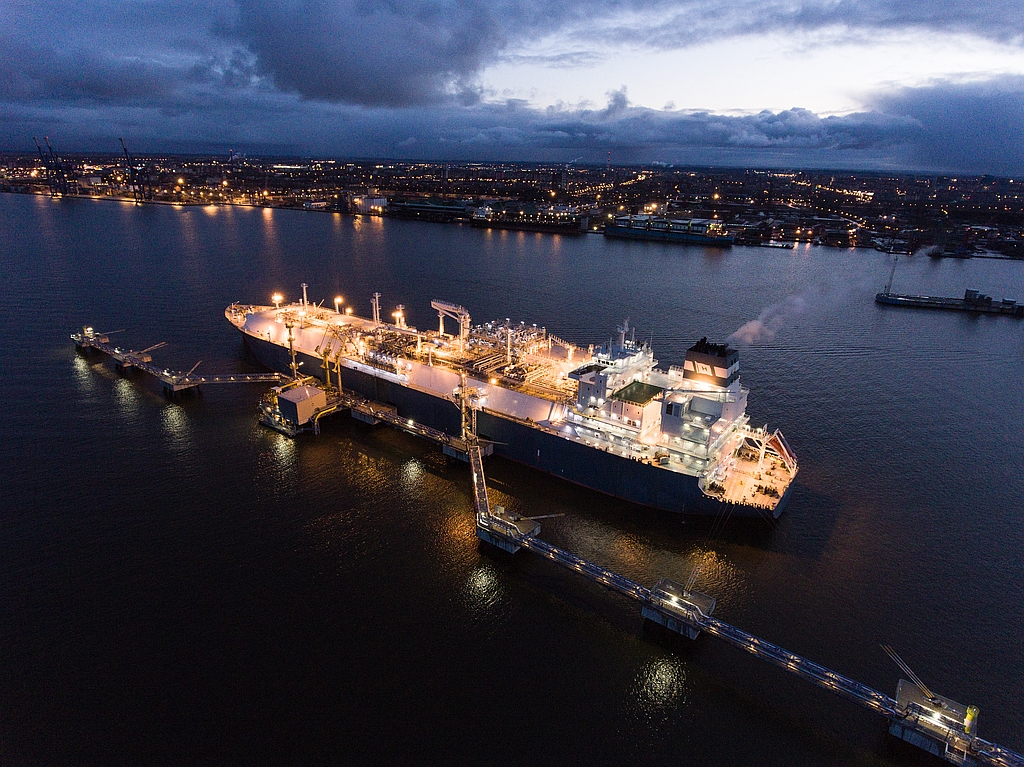

«Independence» — плавучая регазификационная установка в составе Клайпедского регазификационного терминала (Литва). Принадлежит норвежской компании «Höegh LNG». Изначально построена как регазификационная установка, а не переделанная из танкера-газовоза, уже побывавшего в эксплуатации.
Судно пришвартовано в 430 метрах от берега в Куршском заливе у острова «Свиной горб» и является режимным объектом, со стороны воды к нему нельзя приближаться ближе чем на двести метров.

## Принятие решения и проектирование
Создание регазификационного терминала СПГ в Клайпеде было задумано в 2005 году, когда 29 сентября была принята резолюция Сейма Литвы «Об обеспечении энергетической безопасности Литовской Республики при осуществлении транс-Европейских проектов по газовой инфраструктуре» от 2005 г. (Жин., 2005, № 122-4369).
17 ноября 2006 г. комитет по иностранным делам Сейма Литвы выпустил рекомендацию «О проектах инфраструктуры снабжения природным газом», на основании которой были подготовлены положения 350 VII раздела и 381 XII раздела программы правительства Литвы на 2008—2012 гг., а также пункт 2.6 плана по осуществлению стратегии Национальной энергетики на 2008—1012 гг.
21 июля 2010 г. правительство Литвы приняло постановлением № 1097 «О развитии терминала природного газа», поручив государственному АО «Клайпедос нафта» разработку проекта, начавшуюся 23 июля соответствующим решением правления акционерного общества и 26 августа решением общего собрания.
8 июня 2011 г. в результате конкурса, в котором участвовало 12 претендентов, был выбран ведущий консультанта по разработке и реализации проекта терминала — международная компания «Fluor». Договор с нею был подписан 30 июня сроком на четыре года и предусматривал такие работы, как: разработка технического плана проекта и содействие в выборе технологии, получение необходимых разрешений и обеспечение безопасности проекта, навигации, а также экономическая часть — разработка модели коммерческой и финансовой деятельности терминала.
Постановлением правительства Литвы № 871 от 13 июля 2011 г. проекту был присвоен статус экономического проекта государственной важности.
3 сентября 2011 г. Клайпедский центр исследований судоходства завершил экспертизу условий и параметров судоходства при планировании терминала импорта СПГ в Литве, дав положительное заключение о навигации танкера СПГ вместимостью до 150 000 м³ в акватории Клайпедского порта.
20 сентября 2011 года АО «Клайпедос нафта» объявило международный конкурс на закупку плавучего регазификационного хранилища с газовым оборудованием (FSRU), вмещающего не менее 130 тыс. куб. метров газа, на основе одобренного 16 сентября решения правления.
Предусматривалось два варианта приобретения:
- договор на строительство, эксплуатацию и передачу («Build, Operate and Transfer»);
- договор на аренду и пользование с предоставлением арендатору услуг оператора терминала.

После получения 12 сентября 2011 г. отчётов Программы оценки воздействия на окружающую среду и SPAV (оценки стратегических последствий для окружающей среды), общественного обсуждения 24-24 октября в конце 2012 г. подписан договор с норвежской «Höegh LNG» на аренду и пользование регазификационного судна на 10 лет с возможностью выкупа по истечении этого срока. Изготовление судна было поручено южнокорейской Hyundai Heavy Industries.
18 марта 2013 г. подписан договор с латвийской гидростроительной компанией BMGS на строительство причалов и береговой обвязки для плавучего хранилища, которые были окончены 22 октября 2014 г.

## Постройка и ввод в эксплуатацию
Судно было заказано у Hyundai Heavy Industries в конце 2012 года. Independence — головное судно в серии. Систершипы — «Lampung» (июль 2014), «Höegh Gallant» (апрель 2015), «Höegh Grace» (2016).
Раскройка листов для корпуса начата в сентябре 2012 года, 3 мая 2013 года судно спущено на воду. Имя присвоено в феврале 2014 года. Передано заказчику в мае 2014 года. Прибыло в порт Клайпеды 27 октября 2014 года, а на следующий день приняло первый танкер СПГ. В ноябре 2014 года передано в аренду на 10 лет AB Klaipėdos Nafta («ABKN»).
Стоимость судна составила — 330 млн долл. При заключении договора аренды Литва заплатила за него 101 млн евро, затем надлежало уплачивать ещё 61,446 млн евро в год за аренду судна.
Срок аренды судна истекает в 2024 году, литовские власти были намерены её продлить. В 2020 году они привлекли международных консультантов для подготовки этой сделки. Юридическое обеспечение за максимальную сумму 1,045 млн евро предоставит Holman Fenwich Wilan, по коммерческим вопросам консультации предоставит британская Quality Energy Developments Consulting за 120 тыс. евро, по техническим вопросам — норвежская DNV GL за 230 тыс. евро. Заем в размере до 160 млн евро на покупку судна-газохранилища был готов предоставить Северный инвестиционный банк.
В 2022 году литовское правительство объявило о намерении выкупить Independence у норвежской компании за 140 миллионов евро, что означает примерно по 50 евро с каждого жителя Литвы.

## Деятельность
Эксплуатационные расходы на содержание терминала составляют около 61,446 млн евро в год или 5,5 млн евро в мес, а доходы — 5,6 млн — 6,7 млн евро в месяц.
В 2017 году премьер-министр Литвы Саулюс Сквернялис признал, что у страны большие финансовые обязательства по содержанию терминала и часть этих расходов лежит на конечных потребителях газа. Литва попыталась сделать терминал объектом регионального значения и получить согласие других балтийских стран на его совместное финансирование и обращение в Еврокомиссию за субсидиями для этой цели, но не смогла этого добиться. Предполагалось, что таким образом цену для конечных потребителей удалось бы снизить на 5-7 %.
Поставки газа через терминал были дороже трубопроводных, а заключенный правительством Литвы с норвежской Equinor контракт, по оценке Министерства энергетики, делал чрезмерными затраты государственного оператора Ignitis на поддержание минимальной деятельности терминала, они составляют 25 млн евро. Министр энергетики Жигимантас Вайчюнас безуспешно обращался с просьбой об изменении негибких условий договора с Equinor к правительству Норвегии. Затем министерство предложило уменьшить число покупаемых у норвежцев ежегодно грузов СПГ с четырёх до двух, что снизило бы обязательные для поддержания минимальной деятельности терминала затраты до 6,5-7 млн евро в 2021 году и снизить убытки из-за исключительно дорогого газа Eguinor, который по цене оказался значительно более дорогим, чем на рынке, тем более, что коммерческие клиенты в 2021 году планировали купить как минимум 10 крупных грузов СПГ и таким образом обеспечить минимальную загрузку терминала без газа Equinor, которые покупает Ignitis по долгосрочному договору.
В конце 2020 года литовское правительство разработало законопроект об СПГ-терминале, по которому государство должно было компенсировать назначенному поставщику — литовской компании Ignitis — до 10 % разницы между ценой сжиженного природного газа и средней ценой газа, который покупает Литва.
С момента ввода в эксплуатацию загрузка терминала никогда не опускалась менее чем до 30 % мощности. Обычно такие терминалы работают на 70 % мощности, которая составляет 44,6 ТВт/ч. в год. Из-за различных факторов, сезонных, погодных и технических, достижение этого расчётного показателя, отражающего максимальный суточный поток регазификации СПГ, если резервуар не останавливается и работает без ограничений в течение всего года, невозможно. Таким образом, максимальная пропускная способность терминала составляет 31,2 ТВт/ч, а в 2021 году для нужд Литвы через него было получено две трети необходимого стране объёма газа — то есть 16 ТВт/ч из 24 при законтрактованных первоначально 14.
В 2021 году оборот терминала снизился на 22,4 %, с 35,7 млн до 27,8 млн евро, причем из принятых с начала эксплуатации (2014 год) 200 газовозов только 12 были из США. Большую часть газа — 78 % — Литва получала из Норвегии в соответствии с долгосрочным контрактом, на долю США на весну 2021 года пришлось 12 % поставок, а остальные 10 % — на Россию, Нигерию, Тринидад и Тобаго. В 2021 году Литва получила 5 поставок СПГ из России объёмом 47,5 тыс. м3 в октябре 2021 г. с заводов Новатэк в Высоцке и TotalEnergies с проекта Ямал СПГ.
В связи с недогрузкой терминала и завершением строительства магистрального трубопровода GIPL между Литвой и Польшей литовское правительство в начале 2022 года пыталось привлечь к использованию СПГ польских клиентов на 5-10 лет.

## Техническое описание

### Судно
Габаритные размеры:
- длина — 294 м,
- ширина — 46 м,
- высота по борту — 26 м,
- высота по мачтам — 62,7 м, осадка — 12,6 м[15].

Система удержания груза — четыре мембранных танка системы Gaztransport & Technigaz типа «GTT Mark III».
Общая вместимость танков — 170 132 м³.
Вместимость танка № 1 при загрузке на 98 % — 26 510 м³; вместимость танков № 2—4 — 46 873 м³ каждый.
Максимальное давление в танках — 70 кПа. Максимальная скорость загрузки — 9000 м³/ч. (используются 4 гибких рукава для перекачивания СПГ, и два рукава для возврата испаряющегося газа; длина рукавов — 18,5 м).
Основная силовая установка — дизель-электрическая; мощность 20 000 кВт при 76 оборотах в минуту.
Вспомогательная силовая установка — двухтопливные дизельные двигатели (топливо — дизельное, либо смесь дизтоплива с испаряющимся из грузовых танков природным газом (MDO/MGO)); три двигателя Wärtsilä-HHI 8L50DF (нагрузка — генераторы мощностью 7530 кВт), и один двигатель Wärtsilä-HHI 6L50DF (нагрузка — генератор мощностью 5650 кВт).
Крейсерская скорость — 18 узлов.

### Регазификационная установка
Максимальная скорость регазификации — 460 000 м³/ч (четыре регазификационных линии мощностью 153 334 м³/ч каждая. Одновременно работают три линии, одна в резерве)..
Испарители жидкостного типа с промежуточным агентом (IFV). СПГ нагревается морской водой. В качестве промежуточного агента — пропан. Минимальная температура воды: 11,8 °C; при более низкой температуре вода подогревается судовыми паровыми котлами.
Газ передается на берег через два морских рукава высокого давления.